# İbrahim Toraman
İbrahim Toraman (ur. 20 października 1981 w Sivas) – turecki piłkarz grający na pozycji obrońcy w Sivassporze.

## Kariera
İbrahim Toraman zaczynał karierę w 1997 roku w Gaziantep BB. Następnie w 2000 roku został zawodnikiem Gaziantepsporu, gdzie grał przez kolejnych 3 lata. Od 2004 występuje dla Beşiktaşu JK, który zapłacił za zawodnika 2,5 mln €. W 2014 roku został wypożyczony do Sivassporu.
W reprezentacji Turcji rozegrał 31 meczów i strzelił 1 gola.

## Kariera w liczbach
| Sezon   | Klub                | Kraj   | Rozgrywki | Mecze | Bramki |
| ------- | ------------------- | ------ | --------- | ----- | ------ |
| 1999/00 | Gaskispor Gaziantep | Turcja | 3. Lig    | 27    | 6      |
| 2000/01 | Gaziantep BB        | Turcja | 2. Lig    | 27    | 3      |
| 2001/02 | Gaziantepspor       | Turcja | Süper Lig | 24    | 1      |
| 2002/03 | Gaziantepspor       | Turcja | Süper Lig | 33    | 6      |
| 2003/04 | Gaziantepspor       | Turcja | Süper Lig | 27    | 2      |
| 2004/05 | Beşiktaş JK         | Turcja | Süper Lig | 25    | 1      |
| 2005/06 | Beşiktaş JK         | Turcja | Süper Lig | 28    | 3      |
| 2006/07 | Beşiktaş JK         | Turcja | Süper Lig | 31    | 1      |
| 2007/08 | Beşiktaş JK         | Turcja | Süper Lig | 26    | 4      |
| 2008/09 | Beşiktaş JK         | Turcja | Süper Lig | 28    | 2      |
| 2009/10 | Beşiktaş JK         | Turcja | Süper Lig | 21    | 1      |
| 2010/11 | Beşiktaş JK         | Turcja | Süper Lig | 29    | 3      |
| 2011/12 | Beşiktaş JK         | Turcja | Süper Lig | 23    | 1      |
| 2012/13 | Beşiktaş JK         | Turcja | Süper Lig | 26    | 3      |
| 2013/14 | Beşiktaş JK         | Turcja | Süper Lig | 1     | 0      |
| 2014/15 | Sivasspor           | Turcja | Süper Lig | 10    | 0      |